# Xã Lunsford, Quận Poinsett, Arkansas
Xã Lunsford (tiếng Anh: Lunsford Township) là một xã thuộc quận Poinsett, tiểu bang Arkansas, Hoa Kỳ. Năm 2010, dân số của xã này là 324 người.